# Studios de Boulogne
Ne doit pas être confondu avec Studios de Billancourt.
Les studios de Boulogne sont un ensemble de studios de tournage installés à Boulogne-Billancourt, entre l'avenue Jean-Baptiste-Clément et la rue de Silly.

## Historique
Les studios de Boulogne sont aménagés juste avant la défaite de 1940 dans l'ancienne usine de blanchisserie Heuzé pour concurrencer les studios de Billancourt installés à moins de deux kilomètres. En 1941, le producteur et réalisateur Léo Joannon se rapproche de la Continental Films, créée à l'initiative de Joseph Goebbels et qui a subordonné toute l'industrie cinématographique française, et en prend les commandes avec l'acteur Jean Brochard et le frère de celui-ci, Marcel Brochard, industriel nantais qui en deviendra directeur général. Les studios sont dès lors destinés au service de la propagande de Vichy
En 1948, les studios dont les dirigeants ont été écartés à la Libération, s'agrandissent et occupent les deux côtés de la rue de Silly. Lors de leur plus grande extension, ils sont dotés de huit plateaux, dont plusieurs aux normes américaines, couvrant au total 12 000 m2.
Dans les années 1950 et 1960, les studios de Boulogne accueillent régulièrement des tournages de films américains se déroulant en France, entre autres Ariane de Billy Wilder, Les Racines du ciel de John Huston, Paris Blues de Martin Ritt, Le Jour le plus long de Darryl F. Zanuck et Charade de Stanley Donen.
Au total, ce sont 343 longs métrages qui y ont été tournés avant leur transformation en 1990. 
Achetés par la SFP (Société française de production), les studios sont rénovés en 1999. Ils sont équipés de quatre plateaux allant de 150 à 1 000 m2. Puis vendus en septembre 2015 au groupe Vivendi, le site historique où ont été tournés de nombreux films du cinéma français prend le nom, en juin 2016, de Canal Factory.
En 2020, Bernard Louargant réalise le documentaire Boulogne-Billancourt : Le Temps des studios.

## Agencement intérieur
| # | Surface | Longueur | Largeur | Hauteur | Hauteur sous passerelles | Fosse ou piscine |
| - | ------- | -------- | ------- | ------- | ------------------------ | ---------------- |
| A | 1000 m² | 35 m     | 30 m    | 15 m    | 15 m                     | ✔️               |
| B | 600 m²  | 30 m     | 20 m    | 10 m    | 10 m                     | ✔️               |
| C | 300 m²  | 20 m     | 15 m    | 10 m    | 10 m                     | ❌               |
| D | 150 m²  | 15 m     | 10 m    | 5 m     | 5 m                      | ❌               |
| E | 300 m²  | 20 m     | 15 m    | 10 m    | 10 m                     | ❌               |
| F | N/A     | N/A      | N/A     | N/A     | N/A                      | N/A              |
| G | N/A     | N/A      | N/A     | N/A     | N/A                      | N/A              |
| H | N/A     | N/A      | N/A     | N/A     | N/A                      | N/A              |